# Karl Germer (Okkultist)
Karl Johannes Germer (* 22. Januar 1885 in Elberfeld; † 25. Oktober 1962 in West Point) war ein deutscher Okkultist. Er war führendes Mitglied im Ordo Templi Orientis. Sein Ordensname lautete Frater Saturnus.
Germer war ein hochdekorierter Offizier des Ersten Weltkrieges. In den Zwanziger Jahren kam er erstmals in Kontakt mit den Lehren Crowleys. Unter der Anklage, „für den im Ausland lebenden Hochgradfreimaurer Aleister Crowley Anhänger zu werben“, wurde Germer von der Gestapo verhaftet und in ein Konzentrationslager gebracht. Zu Anfang des Krieges konnte der amerikanische Konsul Germers Freilassung erwirken, dieser übersiedelte dann 1941 nach Amerika. Dort führte er als General-Großschatzmeister und Crowleys rechte Hand die Geschäfte des O.T.O. größtenteils allein. Am 14. März 1942 bestimmte Aleister Crowley Karl Germer zu seinem Nachfolger als „Outer Head of the Order“ (OHO). Er schrieb an Germer: „Ich werde Dich zu meinem Nachfolger als O.H.O. ernennen ... eine grundlegende Veränderung in der Struktur des Ordens und seiner Methoden ist vonnöten. Das Geheimnis bildet die Grundlage, und Du mußt Dir die richtigen Leute suchen.“ Nach Crowleys Tod im Jahre 1947 übernahm sein Vertrauter Germer zusammen mit einem Beirat, der aus Frederic Mellinger, Grady McMurtry, Max Schneider und Jane Wolfe bestand, die Leitung des Ordo Templi Orientis und behielt dieses Amt bis zu seinem Tod 1962 inne. Die Asche Crowleys beerdigte Germer in seinem Garten in Kalifornien. Einen eigenen Nachfolger benannte Germer nicht.